# Seven de Dubái 2003
El Seven de Dubái de 2003 fue la cuarta edición del torneo de rugby 7, fue el primer torneo de la temporada 2003-04 de la Serie Mundial Masculina de Rugby 7.
Se disputó en la instalaciones del Dubai Exiles Rugby Ground.

## Fase de grupos

### Grupo A
| Equipo     | Encuentros | Encuentros | Encuentros | Encuentros | Tantos  | Tantos    | Tantos     | Puntos |
| Equipo     | jugados    | ganados    | empatados  | perdidos   | a favor | en contra | diferencia | Puntos |
| ---------- | ---------- | ---------- | ---------- | ---------- | ------- | --------- | ---------- | ------ |
| Inglaterra | 3          | 3          | 0          | 0          | 160     | 0         | 160        | 9      |
| Francia    | 3          | 2          | 0          | 1          | 77      | 54        | 23         | 7      |
| Marruecos  | 3          | 1          | 0          | 2          | 26      | 87        | -61        | 5      |
| Sri Lanka  | 3          | 0          | 0          | 3          | 14      | 136       | -122       | 3      |

Nota: Se otorgan 3 puntos al equipo que gane un partido, 2 al que empate y 1 al que pierda

### Grupo B
| Equipo        | Encuentros | Encuentros | Encuentros | Encuentros | Tantos  | Tantos    | Tantos     | Puntos |
| Equipo        | jugados    | ganados    | empatados  | perdidos   | a favor | en contra | diferencia | Puntos |
| ------------- | ---------- | ---------- | ---------- | ---------- | ------- | --------- | ---------- | ------ |
| Nueva Zelanda | 3          | 3          | 0          | 0          | 105     | 21        | 84         | 9      |
| Argentina     | 3          | 2          | 0          | 1          | 48      | 40        | 8          | 7      |
| Uganda        | 3          | 1          | 0          | 2          | 31      | 55        | -24        | 5      |
| Golfo Pérsico | 3          | 0          | 0          | 3          | 24      | 92        | -68        | 3      |

### Grupo C
| Equipo   | Encuentros | Encuentros | Encuentros | Encuentros | Tantos  | Tantos    | Tantos     | Puntos |
| Equipo   | jugados    | ganados    | empatados  | perdidos   | a favor | en contra | diferencia | Puntos |
| -------- | ---------- | ---------- | ---------- | ---------- | ------- | --------- | ---------- | ------ |
| Samoa    | 3          | 3          | 0          | 0          | 73      | 12        | 61         | 9      |
| Fiyi     | 3          | 2          | 0          | 1          | 78      | 26        | 52         | 7      |
| Canadá   | 3          | 1          | 0          | 2          | 49      | 55        | -6         | 5      |
| Zimbabue | 3          | 0          | 0          | 3          | 7       | 114       | -107       | 3      |

### Grupo D
| Equipo    | Encuentros | Encuentros | Encuentros | Encuentros | Tantos  | Tantos    | Tantos     | Puntos |
| Equipo    | jugados    | ganados    | empatados  | perdidos   | a favor | en contra | diferencia | Puntos |
| --------- | ---------- | ---------- | ---------- | ---------- | ------- | --------- | ---------- | ------ |
| Sudáfrica | 3          | 3          | 0          | 0          | 114     | 17        | 97         | 9      |
| Australia | 3          | 2          | 0          | 1          | 41      | 58        | -17        | 7      |
| Kenia     | 3          | 1          | 0          | 2          | 60      | 74        | -14        | 5      |
| Zambia    | 3          | 0          | 0          | 3          | 24      | 90        | -66        | 3      |

## Fase Final

### Cuartos de final
| 5 de diciembre | Sudáfrica | 19 - 17 | Fiyi |  |  |

| 5 de diciembre | Inglaterra | 14 - 5 | Argentina |  |  |

| 5 de diciembre | Nueva Zelanda | 15 - 10 | Francia |  |  |

| 5 de diciembre | Samoa | 14 - 10 | Australia |  |  |

### Semifinal
| 5 de diciembre | Sudáfrica | 13 - 12 | Inglaterra |  |  |

| 5 de diciembre | Nueva Zelanda | 33 - 0 | Samoa |  |  |

### Final
| 5 de diciembre | Sudáfrica | 33 - 26 | Nueva Zelanda |  |  |

| Bandera de Sudáfrica   |
| Campeón Sudáfrica      |
| 1º título del circuito |